# 圣让特罗利蒙
圣让特罗利蒙（法語：Saint-Jean-Trolimon，法語發音：[sɛ̃ ʒɑ̃ tʁɔlimɔ̃]）是法国菲尼斯泰尔省的一个市镇，属于坎佩尔区。

## 地理
圣让特罗利蒙（47°51'58"N, 4°16'50"W）面积14.68 平方千米，位于法国布列塔尼大區菲尼斯泰尔省，该省份为法国最西部的省份，位于布列塔尼半岛西部，北西南三面环大西洋，东临阿摩尔滨海省和莫尔比昂省。
与圣让特罗利蒙接壤的市镇（或旧市镇、城区）包括：普洛默尔、普洛内乌尔-朗韦恩、特雷盖内克。

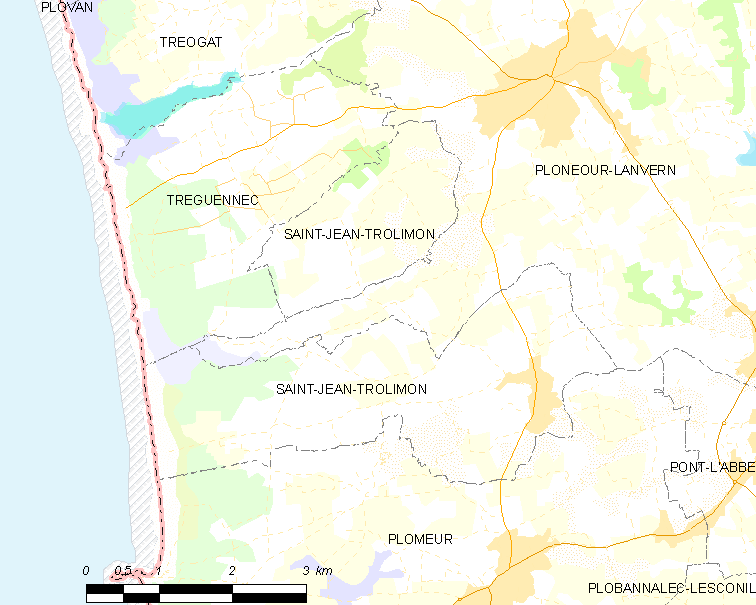
圣让特罗利蒙的OSM定位图

圣让特罗利蒙的时区为UTC+01:00、UTC+02:00（夏令时）。

## 行政
圣让特罗利蒙的邮政编码为29120，INSEE市镇编码为29252。

## 政治
圣让特罗利蒙所属的省级选区为普洛内乌尔-朗韦恩县。

## 人口

1962-2008年间圣让特罗利蒙人口变化图示

圣让特罗利蒙于2022年1月1日时的人口数量为973人。